# نیک وودمن
نیک وودمن (به انگلیسی: Nick Woodman) تاجر آمریکایی، بنیانگذار و مدیر عامل شرکت گوپرو است. 